# San Pio V a Villa Carpegna (titre cardinalice)
La diaconie cardinalice de San Pio V a Villa Carpegna (Saint Pie V à villa Carpegna) est érigée par le pape Paul VI le 5 mars 1973. Elle est rattachée à l'église San Pio V (it) qui se trouve dans le quartier Aurelio au centre de Rome.

## Titulaires
| - Paul-Pierre Philippe, O.P. (1973-1983) ; titre pro illa vice (1983-1984) - Luigi Dadaglio (1985-1990) - José Tomás Sánchez (1991-2002) ; titre pro illa vice (2002-2012) - James Michael Harvey (2012-2024) ; titre pro illa vice (depuis 2024) |

### Source
- (it) Cet article est partiellement ou en totalité issu de l’article de Wikipédia en italien intitulé « San Pio V a Villa Carpegna (diaconia) » (voir la liste des auteurs).